# Pölle 43 (Quedlinburg)

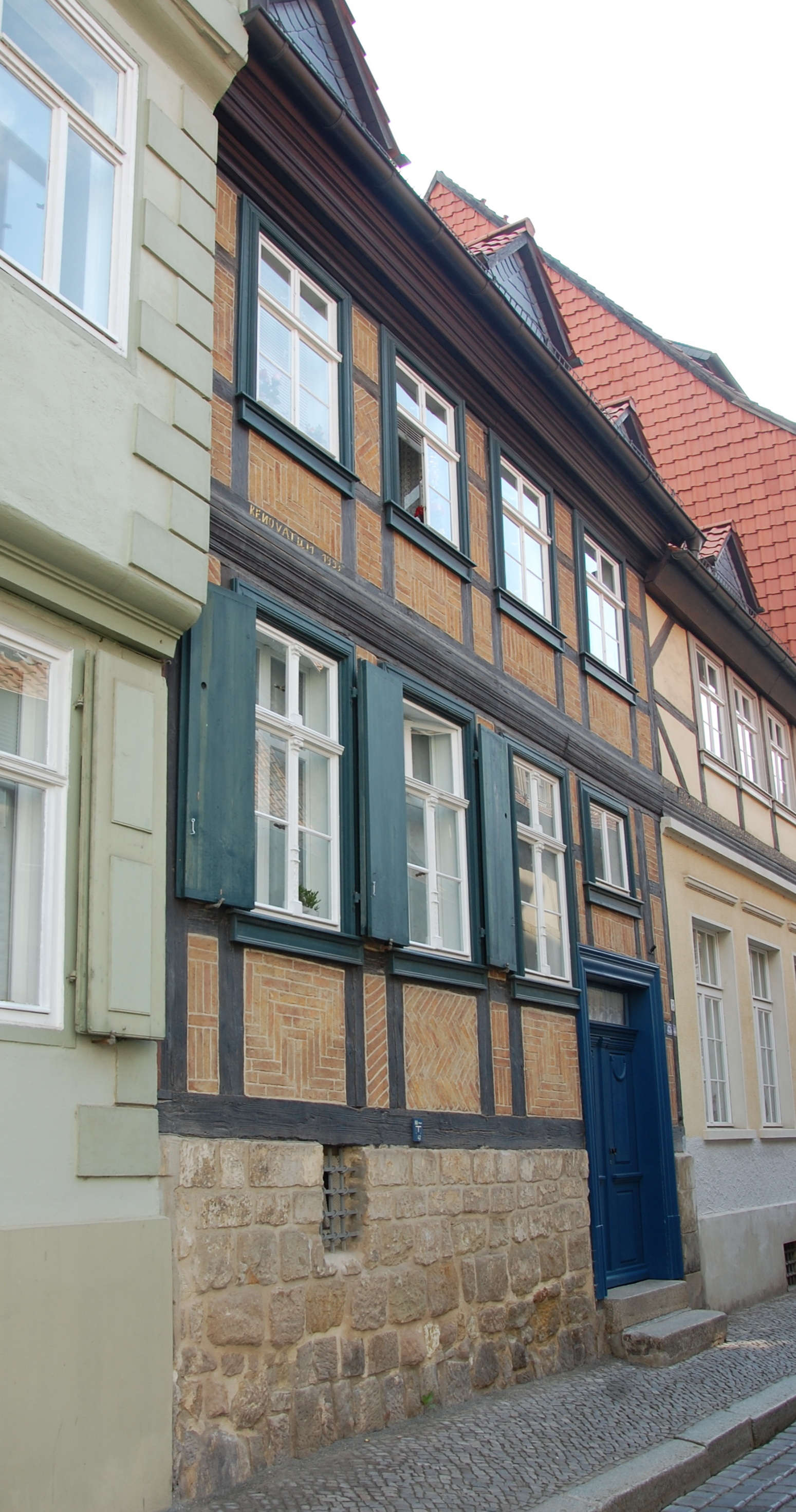
Haus Pölle 43

Das Haus Pölle 43  ist ein denkmalgeschütztes Gebäude in der Stadt Quedlinburg in Sachsen-Anhalt.

## Lage
Es befindet sich im östlichen Teil der historischen Quedlinburger Altstadt und gehört zum UNESCO-Weltkulturerbe. Im Quedlinburger Denkmalverzeichnis ist es als Wohnhaus eingetragen. Östlich grenzt das gleichfalls denkmalgeschützte Haus Pölle 42, westlich das Haus Pölle 44 an.

## Architektur
Das zweigeschossige Fachwerkhaus entstand in der Zeit um 1760. Die Fachwerkfassade des barocken Gebäudes ist mit einer Profilbohle versehen. Die Gefache sind mit unterschiedlichen Zierausmauerungen versehen. Die Haustür ist im Stil des Klassizismus gestaltet und verfügt über ein Oberlicht.